# Rolling Thunder
Rolling Thunder é um filme produzido nos Estados Unidos em 1977, co-escrito por Paul Schrader e Heywood Gould dirigido por John Flynn.
Este é um dos filmes favoritos do cineasta Quentin Tarantino. Rolling Thunder Pictures, uma empresa fundada por Tarantino que faz reedições e distribuíções de filmes cult, foi nomeado após este filme.

## Sinopse
Depois de vários anos preso no Vietnã, o major Charles Rane é recebido como herói em sua cidade ao voltar para casa no Texas, ele descobre que a sua mulher ama outro homem. Resta-lhe aproximar-se do filho, mas o garoto é morto por assaltantes mexicanos e ele tomado por uma sede de vingança, empreende uma caçada implacável aos criminosos.

## Elenco
- William Devane.... Major Charles Rane
- Tommy Lee Jones.... Johnny Vohden
- Linda Haynes....  Linda Forchet
- James Best.... Texan
- Dabney Coleman.... Maxwell
- Lisa Blake Richards....  Janet
- Luke Askew.... Automatic Slim
- Lawrason Driscoll....  Cliff
- James Victor.... Lopez
- Cassie Yates.... Candy
- Jordan Gerler.... Mark